# Nyâya
Le nyāya, l'une des six écoles philosophiques hindoues dites « orthodoxes » (sanskrit en devanāgarī : न्याय; signifie : la « méthode », le « système » ou la « règle ») sans doute fondée par le brahmane Akshapada Gautama, est une doctrine semblable, par certains aspects, au vaiśeṣika. 
Son exposé le plus ancien est constitué par le nyāya sūtra de Gautama (Ier siècle apr. J.-C.) — les dates varient, entre 200 et 450 — qui systématise la logique indienne qui avait été élaborée jusqu'alors. Le nyāya connut une nouvelle phase — dite nava-nyāya, c'est-à-dire nouveau nyāya — avec Gangesha (IAST: Gaṅgeśa), auteur du célèbre ouvrage intitulé Tattva-cintāmaṇi, le « Joyau idéal de la vérité » (1200).

## Description

Le nyāya se base sur la connaissance, utilise la raison et obtient ainsi des conclusions correctes pouvant déboucher sur de nouvelles connaissances.
Pour le nyāya, les quatre fondements de la connaissance sont:
- la constatation directe (observation) ;
- l'inférence ;
- l'assimilation par comparaison ;
- le témoignage de l'autorité.

## Philosophie
La philosophie hindoue Nyâya considère que prendre l'âtman pour ce qu'il n'est pas est la source des souffrances, et la voie vers la délivrance, c'est la connaissance juste ou « compréhension des choses telles qu'elles sont » pour l'être qui les perçoit ; ainsi, l'ignorance fondamentale, source des afflictions, est « de prendre le non-Soi comme le Soi [âtman] par exemple quand on dit : "Je suis" où l'égarement consiste en égoïté (ahaṃkāra). L'égoïté, c'est la vision de celui qui voit le non-Soi en pensant : "Je suis" ». L'« agrégat d'objet qui est le domaine de l'égoïté » est « le corps, les facultés sensorielles, le mental, les sensations et les pensées ». S'identifier à cet agrégat enchaîne, la libération vient de la connaissance métaphysique de l'âtman qui mène un tel connaisseur à vivre sans désir, sans haine ni aveuglement ; ce connaisseur de l'âtman, qui sait ce qu'il faut éviter et le moyen pour l'éviter, ce qu'il faut conquérir et le moyen pour le conquérir, conçoit ainsi « de la compassion (dayâ) pour tous les êtres », créatures sans connaissance ne sachant éviter le mal ni désirer le bonheur suprême ; la compassion pour tous les êtres de ce connaisseur le mène naturellement à leur enseigner les choses telles qu'il les voit, afin qu'ils sachent et, par ce savoir, écartent ce qu'il faut écarter (l'identification à l'ego transitoire) et gagnent ce qu'il faut gagner (la réalisation du Soi éternel ou âtman, en étant libre de l'attachement aux plaisirs, libre de « la soif envers tous les objets du monde » et de la sorte enfin libre de l'insatisfaction).